# Jean-Pierre Boullé
Jean-Pierre Boullé (29 de julio de 1753 en Auray - 13 de junio de 1816 en Saint-Brieuc ) fue diputado a los Estados Generales de 1789 y al Consejo de los Quinientos.

## Biografía
Abogado en Pontivy antes de la Revolución. Elegido, el 17 de abril de 1789, diputado del tercero a los Estados Generales por los sénéchaussée de Ploërmel, él parte de una comisión de conciliación entre la nobleza y el tercer estado, fue enviado al Norte y Pas-de-Calais para prevenir los problemas que la noticia de la huida del rey podría haber causado, y siguió Rochambeau en el ejército del Norte. El 23 Vendémiaire Año IV, Morbihan lo eligió diputado al Consejo de los Quinientos; se pronunció allí contra la institución de una fiesta conmemorativa del 18 fructidor, y cooperó en el golpe de Estado del 18 brumario, concurso que le valió el nombramiento, del 11 ventôse año VIII, prefecto de las Côtes-du-Nord. Miembro de la Légion d'honneur del 25 Prairial Año XII, fue creado Barón del Imperio el 31 de enero de 1810, llamado a la prefectura de Vendée el 6 de abril de 1811 y ascendido a oficial de la Legión de Honor el 30 de junio siguiente. Fue admitido a retiro como prefecto el 10 de junio de 1815.